# Filozofija matematike
Filozofija matematike je grana filozofije koja proučava pretpostavke, osnove i implikacije matematike. Njen cilj je da se razumeju priroda i metode matematike, i spozna mesto matematike u životima ljudi. Logička i strukturalna priroda matematike sama po sebi čini ovu studiju širokom i jedinstvenom među njenim filozofskim pandanima.

## Istorija
Poreklo matematike je iz argumenata i neslaganja. Da li je rođenje matematike bilo slučajno ili izazvano nuždom tokom razvoja sličnih predmeta, kao što je fizika, ostaje predmet spora.
Mnogi mislioci su doprineli svojim idejama o prirodi matematike. Danas, neki filozofi matematike imaju za cilj da daju izveštaje o ovom obliku istraživanja i njegovim proizvodima u postojećem stanju, dok drugi ističu za sebe ulogu koja prevazilazi jednostavnu interpretaciju i doseže do kritičke analize. Postoje tradicije matematičke filozofije u zapadnoj i u istočnoj filozofiji. Zapadne filozofije matematike sežu još od Pitagore, koji je opisao teoriju „sve je matematika“ (matematicizam), Platona, koji je parafrazirao Pitagoru i proučavao ontološki status matematičkih objekata, i Aristotela, koji je proučavao logiku i pitanja vezana za beskonačnost. (stvarno naspram potencijalnog).
Grčka filozofija matematike bila je pod jakim uticajem njihovog proučavanja geometrije. Na primer, jedno vreme, Grci su smatrali da 1 (jedan) nije broj, već jedinica proizvoljne dužine. Broj je definisan kao mnoštvo. Dakle, 3 je, na primer, predstavljalo određeno mnoštvo jedinica, i tako je bilo „zaista“ broj. U drugom trenutku je iznesen sličan argument da 2 nije broj već osnovni pojam para. Ovi pogledi potiču iz gledišta Grka koji su u velikoj meri geometrijske prave ivice i šestara: baš kao što se linije nacrtane u geometrijskom zadatku mere proporcionalno prvoj proizvoljno nacrtanoj pravoj, tako su i brojevi na brojevnoj pravoj mereni proporcionalno na proizvoljni prvi „broj” ili „jedan”.
Ove ranije grčke ideje o brojevima kasnije su narušene otkrićem iracionalnosti kvadratnog korena iz dva. Hipas, Pitagorin učenik, pokazao je da je dijagonala jediničnog kvadrata nesamerljiva sa njegovom ivicom (jedinične dužine): drugim rečima, dokazao je da ne postoji (racionalni) broj koji tačno prikazuje proporciju dijagonale jediničnog kvadrata sa njegovom ivicom. Ovo je izazvalo značajno prevrednovanje grčke filozofije matematike. Prema legendi, kolege Pitagorejci su bili toliko traumatizovani ovim otkrićem da su ubili Hipasa da bi ga sprečili da širi svoju jeretičku ideju. Simon Stevin je bio jedan od prvih u Evropi koji je osporio grčke ideje u 16. veku. Počevši od Lajbnica, fokus se snažno pomerio na odnos između matematike i logike. Ova perspektiva je dominirala filozofijom matematike kroz vreme Fregea i Rasela, ali je dovedena u pitanje razvojem u kasnom 19. i ranom 20. veku.

## Platonizam ili matematički realizam
Platonizam ili realizam postulira da matematika postoji u svom vlastitom svetu, paralelnom s našim. Lako je uočiti da se matematika pojavljuje u skoro svim naukama. Osnovna misao je da je matematika nešto što već postoji i što matematičari istražuju. Ovo se može uporediti s Platonovim svetom ideja u kojem je naš vlastiti svet samo senka očitog. Aksiom unutar realizma je analogan fizičkom svetu prirodnih zakona. Problem s ovakvim pristupom je da se mora objasniti u kojem svetu se matematika nalazi, i kako je ona povezna s našim fizičkim svetom.
Poznati platonisti ili realisti su Pitagora, Rodžer Penrouz i Kurt Gedel.

## Formalizam
Formalizam zastupa stav da matematika u osnovi govori o manipulacijama nizovima informacija, tj. koristi se različitim pravilima kod kojih se menjaju simboli prema temeljnim pretpostavkama. Ove temeljne pretpostavke su aksiomi koji se manipulacijom u skladu s određenim pravilima pretvaraju u teoreme. Na taj način se matematika može uporediti sa igrom, npr. šahom, gde se figure pomiču u skladu sa strogo određenim pravilima. Formalizam ne postavlja iste zahteve kao platonizam: mogu se odbaciti aksiomi i pravila, jer nisu „prirodni zakoni”, i ne postoji „perfektna” aksiomska struktura. Unutar formalizma ne postoji čvrsta veza između nauke i matematike, već se smatra da je slučajnost da ove strukture liče jedna na drugu, i ne postoji platonski svet ideja „iza” fizičkog sveta.
Problemi koje formalizam teško objašnjiva su Gedelovi teoremi nepotpunosti. Neki od poznatih formalista bili su David Hilbert i Haskel Kari.

## Logicizam ili logistika
Logicizam ili logistika uči da je matematika isto što i logika i da se može izvesti iz nje. Takvo stajalište podržavali su Bertrand Rasel i Alfred Nort Vajthed u Principia Mathematica čiji je krajnji cilj bio ujedinjenje filozofske logike i matematike. Ovakve ideje su danas uglavnom odbačene.

## Spoznajne teorije
Spoznajne teorije vide matematiku kao unutarnju funkciju ljudske svesti, što je prirodan sled naše perceptivne sposobnosti. Može se npr. videti da mozak jako reaguje na geometrijske predmete stvorene ravnim linijama, dok bezoblični predmeti ne daju iste jake reakcije kao što je to bilo u prvom slučaju. Dakle u ovom slučaju spoznajne teorije vide matematiku kao bitno podređenu biologiji. Matematika bi stoga bila elektrohemijski fenomen u ljudskom mozgu.

## Socijalni konstruktivizam
Socijalni konstruktivizam smatra da se matematika mora promatrati kao socijalni predmet, kao deo društva, i njena unutarnja logika treba da sledi isti obrazac kao i drugi naučni procesi.

## Literatura
- Aristotle, "Prior Analytics", Hugh Tredennick (trans.), pp. 181–531 in Aristotle, Volume 1, Loeb Classical Library, William Heinemann, London, UK, 1938.
- Berkeley, George (1734), The Analyst; or, a Discourse Addressed to an Infidel Mathematician. Wherein It is examined whether the Object, Principles, and Inferences of the modern Analysis are more distinctly conceived, or more evidently deduced, than Religious Mysteries and Points of Faith, London & Dublin. Online text, David R. Wilkins (ed.), Eprint.
- Bourbaki, N. (1994), Elements of the History of Mathematics, John Meldrum (trans.), Springer-Verlag, Berlin, Germany.
- Chandrasekhar, Subrahmanyan (1987), Truth and Beauty. Aesthetics and Motivations in Science, University of Chicago Press, Chicago, IL.
- Colyvan, Mark (2004), "Indispensability Arguments in the Philosophy of Mathematics", Stanford Encyclopedia of Philosophy, Edward N. Zalta (ed.), Eprint.
- Davis, Philip J. and Hersh, Reuben (1981), The Mathematical Experience, Mariner Books, New York, NY.
- Devlin, Keith (2005), The Math Instinct: Why You're a Mathematical Genius (Along with Lobsters, Birds, Cats, and Dogs), Thunder's Mouth Press, New York, NY.
- Dummett, Michael (1991 b), Frege and Other Philosophers, Oxford, UK: Oxford University Press.
- Dummett, Michael (1993), Origins of Analytical Philosophy, Harvard University Press, Cambridge, MA.
- George, Alexandre (ed., 1994), Mathematics and Mind, Oxford, UK: Oxford University Press.
- Hadamard, Jacques (1949), The Psychology of Invention in the Mathematical Field, 1st edition, Princeton University Press, Princeton, NJ. 2nd edition, 1949. Reprinted, Dover Publications, New York, NY, 1954.
- Hardy, G.H. (1940), A Mathematician's Apology, 1st published, 1940. Reprinted, C.P. Snow (foreword), 1967. Reprinted, Cambridge University Press, Cambridge, UK, 1992.
- Hart, W.D. (ed., 1996), The Philosophy of Mathematics, Oxford, UK: Oxford University Press.
- Hendricks, Vincent F. and Hannes Leitgeb (eds.). Philosophy of Mathematics: 5 Questions, New York: Automatic Press / VIP, „キャッシング対策局【審査・在籍確認・増額・おまとめ・借り換え】”. 2006. Архивирано из оригинала 2017-06-23. г.
- Huntley, H.E. (1970), The Divine Proportion: A Study in Mathematical Beauty, Dover Publications, New York, NY.
- Irvine, A., ed (2009), The Philosophy of Mathematics, in Handbook of the Philosophy of Science series, North-Holland Elsevier, Amsterdam.
- Klein, Jacob (1968), Greek Mathematical Thought and the Origin of Algebra, Eva Brann (trans.), MIT Press, Cambridge, MA, 1968. Reprinted, Dover Publications, Mineola, NY, 1992.
- Kline, Morris (1959), Mathematics and the Physical World, Thomas Y. Crowell Company, New York, NY, 1959. Reprinted, Dover Publications, Mineola, NY, 1981.
- Kline, Morris (1972), Mathematical Thought from Ancient to Modern Times, Oxford University Press, New York, NY.
- König, Julius (Gyula) (1905). „Über die Grundlagen der Mengenlehre und das Kontinuumproblem”. Mathematische Annalen. 61: 156—160. Reprinted, "On the Foundations of Set Theory and the Continuum Problem", Stefan Bauer-Mengelberg (trans.), pp. 145–149 in Jean van Heijenoort (ed., 1967).
- Körner, Stephan, The Philosophy of Mathematics, An Introduction. Harper Books, 1960.
- Lakoff, George, and Núñez, Rafael E. (2000), Where Mathematics Comes From: How the Embodied Mind Brings Mathematics into Being, Basic Books, New York, NY.
- Lakatos, Imre 1976 Proofs and Refutations:The Logic of Mathematical Discovery (Eds) J. Worrall & E. Zahar Cambridge University Press
- Lakatos, Imre 1978 Mathematics, Science and Epistemology: Philosophical Papers Volume 2 (Eds) J.Worrall & G.Currie Cambridge University Press
- Lakatos, Imre 1968 Problems in the Philosophy of Mathematics North Holland
- Leibniz, G.W., Logical Papers (1666–1690), G.H.R. Parkinson (ed., trans.), Oxford University Press, London, UK, 1966.
- Maddy, Penelope (1997), Naturalism in Mathematics, Oxford, UK: Oxford University Press.
- Maziarz, Edward A., and Greenwood, Thomas (1995), Greek Mathematical Philosophy, Barnes and Noble Books.
- Mount, Matthew, Classical Greek Mathematical Philosophy
- Parsons, Charles (2014). Philosophy of Mathematics in the Twentieth Century: Selected Essays. Cambridge, MA: Harvard University Press. ISBN 978-0-674-72806-6.
- Peirce, Benjamin (1870), "Linear Associative Algebra", § 1. See American Journal of Mathematics 4 (1881).
- Peirce, C.S., Collected Papers of Charles Sanders Peirce, vols. 1-6, Charles Hartshorne and Paul Weiss (eds.), vols. 7-8, Arthur W. Burks (ed.), Harvard University Press, Cambridge, MA, 1931 – 1935, 1958. Cited as CP (volume).(paragraph).
- Peirce, C.S., various pieces on mathematics and logic, many readable online through links at the Charles Sanders Peirce bibliography, especially under Books authored or edited by Peirce, published in his lifetime and the two sections following it.
- Plato, "The Republic, Volume 1", Paul Shorey (trans.), pp. 1–535 in Plato, Volume 5, Loeb Classical Library, William Heinemann, London, UK, 1930.
- Plato, "The Republic, Volume 2", Paul Shorey (trans.), pp. 1–521 in Plato, Volume 6, Loeb Classical Library, William Heinemann, London, UK, 1935.
- Resnik, Michael D, Frege and the Philosophy of Mathematics, Cornell University, 1980.
- Resnik, Michael Mathematics as a Science of Patterns. Clarendon Press. 1997. ISBN 978-0-19-825014-2., Oxford, UK.
- Robinson, Gilbert de B. (1959), The Foundations of Geometry, University of Toronto Press, Toronto, Canada, 1940, 1946, 1952, 4th edition 1959.
- Raymond, Eric S. (1993), "The Utility of Mathematics", Eprint.
- Smullyan, Raymond M. (1993), Recursion Theory for Metamathematics, Oxford, UK: Oxford University Press.
- Russell, Bertrand (1919), Introduction to Mathematical Philosophy, George Allen and Unwin, London, UK. Reprinted, John G. Slater (intro.), Routledge, London, UK, 1993.
- Shapiro, Stewart (2000), Thinking About Mathematics: The Philosophy of Mathematics, Oxford, UK: Oxford University Press
- Strohmeier, John, and Westbrook, Peter (1999), Divine Harmony, The Life and Teachings of Pythagoras, Berkeley Hills Books, Berkeley, CA.
- Styazhkin, N.I. (1969), History of Mathematical Logic from Leibniz to Peano, MIT Press, Cambridge, MA.
- Tait, W. W. (1986). „Truth and Proof: The Platonism of Mathematics”. Synthese. 69 (3): 341—370. doi:10.1007/BF00413978.
- Tarski, A. (1983), Logic, Semantics, Metamathematics: Papers from 1923 to 1938, J.H. Woodger (trans.), Oxford, UK: Oxford University Press, 1956. 2nd edition, John Corcoran (ed.), Hackett Publishing, Indianapolis, IN, 1983.
- Ulam, S.M. (1990), Analogies Between Analogies: The Mathematical Reports of S.M. Ulam and His Los Alamos Collaborators, A.R. Bednarek and Françoise Ulam (eds.), University of California Press, Berkeley, CA.
- van Heijenoort, Jean (ed. 1967), From Frege To Gödel: A Source Book in Mathematical Logic, 1879-1931, Harvard University Press, Cambridge, MA.
- Wigner, Eugene „The Unreasonable Effectiveness of Mathematics in the Natural Sciences”. Communications on Pure and Applied Mathematics. 13 (1): 1—14,. 1960.„Eprint”. Архивирано из оригинала 28. 02. 2011. г.
- Wilder, Raymond L. Mathematics as a Cultural System, Pergamon, 1980.
- Witzany, Guenther (2011). „Can mathematics explain the evolution of human language?”. Communicative and Integrative Biology. 4 (5): 516—520..

## Spoljašnje veze
- Filozofija matematike на веб-сајту PhilPapers
- Filozofija matematike на веб-сајту InPho
- Horsten, Leon. „Philosophy of Mathematics”.  Ур.: Zalta, Edward N. Stanford Encyclopedia of Philosophy.
- „Philosophy of mathematics”. Internet Encyclopedia of Philosophy.
  - „Ludwig Wittgenstein: Later Philosophy of Mathematics”. Internet Encyclopedia of Philosophy.
- -author= -
- Filozofija matematike na veb-sajtu  (језик: енглески)